# The Graduate (Album)
Das Musikalbum The Graduate von Simon & Garfunkel ist der Soundtrack zum gleichnamigen Film, der im deutschsprachigen Raum als Die Reifeprüfung in die Kinos kam. Neben Liedern von Simon & Garfunkel, geschrieben von Paul Simon, sind Kompositionen von Dave Grusin zu hören. Das Album wurde produziert von Teo Macero und erschien im Januar 1968. Im April des Jahres erreichte es Platz eins der US-amerikanischen Albumcharts.

## Entstehung
Acht der vierzehn Titel des Albums stammen von Simon & Garfunkel, die restlichen vom Filmkomponisten Dave Grusin. Die Beiträge des Folk-Duos sind Lieder, die von Paul Simon geschrieben beziehungsweise im Falle der Volksweise Scarborough Fair/Canticle arrangiert wurden. Drei davon sind in Variationen jeweils doppelt auf dem Album, sodass insgesamt fünf Lieder von Simon & Garfunkel Stoff für das Album lieferten. Von diesen waren vier bereits 1966 auf Studioalben veröffentlicht worden: The Sounds of Silence und April Come She Will auf Sounds of Silence; Scarborough Fair/Canticle und The Big Bright Green Pleasure Machine auf Parsley, Sage, Rosemary and Thyme. Einzig Mrs. Robinson war ein neues Simon-&-Garfunkel-Lied.
Ursprünglich sollte Paul Simon auf Wunsch des Regisseurs Mike Nichols drei neue Lieder für den Film schreiben. Nichols hatte ein Faible für die Musik von Simon & Garfunkel und wollte sie in seinem Film verwenden, sah jedoch Schwierigkeiten, alte Lieder des Duos einzubauen. Ähnlich war es mit den beiden neuen Liedern Punky’s Dilemma und Overs, die Simon Nichols vorstellte. Letztlich entwickelte Simon aus einem unfertigen Entwurf das Mrs.-Robinson-Thema. Auf dem Soundtrack-Album sind zwei jeweils etwa 1:15 Minuten lange Teile enthalten, die sich deutlich, auch im Text, von der vierminütigen Version unterscheiden, die im April 1968 auf dem Album Bookends und als Single veröffentlicht wurde. Das Album erschien am 21. Januar 1968.

## Titelliste

### Seite 1
1. The Sounds of Silence (Simon) – 3:06
2. The Singleman Party Foxtrot (Grusin) – 2:53
3. Mrs. Robinson (Simon) – 1:15
4. Sunporch Cha-Cha-Cha (Grusin) – 2:54
5. Scarborough Fair/Canticle (Interlude) (Garfunkel, Simon) – 1:42
6. On the Strip (Grusin) – 2:00
7. April Come She Will (Simon) – 1:51
8. The Folks (Grusin) – 2:28

### Seite 2
1. Scarborough Fair/Canticle (Garfunkel, Simon, Traditional) – 6:22
2. A Great Effect (Grusin) – 4:07
3. The Big Bright Green Pleasure Machine (Simon) – 1:46
4. Whew (Grusin) – 2:12
5. Mrs. Robinson (Simon) – 1:13
6. The Sounds of Silence (Simon) – 3:07

## Kommerzieller Erfolg

### Chartplatzierungen
Am 6. April des Jahres setzte es sich an die Spitze der US-amerikanischen Albumcharts Billboard 200. Nach sieben Wochen gab es diesen Platz ab an Bookends, das nächste Studioalbum von Simon & Garfunkel, das am 3. April erschienen war. Nach drei Wochen kehrte The Graduate am 25. Mai auf die Spitzenposition zurück, um nach zwei weiteren Wochen erneut von Bookends abgelöst zu werden. Simon & Garfunkel waren damit insgesamt 18 Wochen in Folge an der Spitze der US-Albumcharts. Die europäischen Märkte nahmen das Album unterschiedlich auf. In den britischen Charts war das es für 68 Wochen vertreten und erreichte als beste Platzierung den dritten Rang. Im deutschsprachigen Raum konnte es sich nicht platzieren.
| ChartsChartplatzierungen       | Höchstplatzierung | Wochen |
| ------------------------------ | ----------------- | ------ |
| Vereinigte Staaten (Billboard) | 1 (69 Wo.)        | 69     |
| Vereinigtes Königreich (OCC)   | 3 (68 Wo.)        | 68     |

### Auszeichnungen für Musikverkäufe
Für über zwei Millionen verkaufte Kopien wurde das Album von der Recording Industry Association of America mit Doppel-Platin ausgezeichnet.
| Land/Region                  | Auszeichnungen für Musikverkäufe (Land/Region, Auszeichnung, Verkäufe) | Verkäufe  |
| ---------------------------- | ---------------------------------------------------------------------- | --------- |
| Frankreich (SNEP)            | Gold                                                                   | 100.000   |
| Kanada (MC)                  | Platin                                                                 | 100.000   |
| Vereinigte Staaten (RIAA)    | 2× Platin                                                              | 2.000.000 |
| Vereinigtes Königreich (BPI) | Silber                                                                 | 60.000    |
| Insgesamt                    | 1× Silber · 1× Gold · 3× Platin ·                                      | 2.260.000 |

Hauptartikel: Simon & Garfunkel/Auszeichnungen für Musikverkäufe